# جائزة جولدن جويستيك لأفضل لعبة في العام
جائزة جولدن جويستيك (بالإنجليزية: Golden Joystick Award) هو ثاني أقدم حفل جوائز للألعاب (بعد حفل "جوائز آركيد")، يقوم بمنح جوائز لألعاب الفيديو وأجهزة الحاسوب المنزلية في العام الحالي والتي يتم التصويت لها من قبل الجمهور العام. بدأ هذا الحفل سنة 1983، وركز الحفل في البداية على ألعاب الحاسوب، ولكن تم توسيعه في وقت لاحق ليشمل ألعاب الأنظمة.

## الألعاب الفائزة بجائزة جولدن جويستيك لأفضل لعبة في العام
| عام                          | اسم اللعبة                                                           | مطور اللعبة                              | الناشر                        | نوع اللعبة                                 | منصات                                                       | مراجع. |
| ---------------------------- | -------------------------------------------------------------------- | ---------------------------------------- | ----------------------------- | ------------------------------------------ | ----------------------------------------------------------- | ------ |
| 1983 ‏ (1st)                  | Jetpac                                                               | Ultimate Play the Game                   | Ultimate Play the Game        | لعبة إطلاق نار                             | Commodore VIC-20 زد إكس سبكتروم                             |        |
| 1984 ‏ (2nd)                  | Knight Lore                                                          | Ultimate Play the Game                   | Ultimate Play the Game        | لعبة أكشن-مغامرات                          | زد إكس سبكتروم                                              |        |
| 1985 ‏ (3rd)                  | The Way of the Exploding Fist                                        | كروم ستوديوز ملبورن                      | كروم ستوديوز ملبورن           | لعبة قتال                                  | كومودور 64                                                  |        |
| 1986 ‏ (4th)                  | Gauntlet                                                             | Atari Games                              | يو إس غولد                    | تقطيع وذبح                                 | أمستراد سي بي سي كومودور 64 إم إس إكس زد إكس سبكتروم        | [ 1 ]  |
| 1987 ‏ (5th)                  | أوت ران                                                              | سيجا إيه إم 2                            | يو إس غولد                    | لعبة فيديو سباقات                          | أمستراد سي بي سي كومودور 64 إم إس إكس زد إكس سبكتروم        | [ 2 ]  |
| 1988 ‏ (6th)                  | عملية الذئب (لعبة فيديو) (معمارية 8 بت computers)                    | تايتو (شركة)                             | أوشن سوفت وير                 | قواص بالسلاح الضوئي                        | أمستراد سي بي سي كومودور 64 إم إس إكس زد إكس سبكتروم        | [ 3 ]  |
| 1988 ‏ (6th)                  | Speedball (معمارية 16 بت computers)                                  | The Bitmap Brothers                      | Image Works                   | لعبة فيديو رياضية                          | أميغا أتاري إس تي                                           |        |
| 1988 ‏ (6th)                  | Thunder Blade (مشغل ألعاب الفيديو)                                   | سيجا                                     | سيجا                          | محاكاة المقاتلة الجوية                     | سيجا ماستر سيستم                                            | [ 3 ]  |
| 1989 ‏ (7th)                  | The Untouchables ‏ (8-bit computers)                                  | أوشن سوفت وير                            | أوشن سوفت وير                 | Side-scroller                              | أمستراد سي بي سي كومودور 64 إم إس إكس زد إكس سبكتروم        |        |
| 1989 ‏ (7th)                  | Kick Off ‏ (16-bit computers)                                         | Dino Dini                                | Anco Software                 | لعبة فيديو رياضية                          | أتاري إس تي                                                 |        |
| 1990 ‏ (8th)                  | Rick Dangerous 2 (8-bit computers)                                   | كور ديزاين                               | Micro Style                   | لعبة منصات                                 | أمستراد سي بي سي كومودور 64 زد إكس سبكتروم                  |        |
| 1990 ‏ (8th)                  | Kick Off 2 ‏ (16-bit computers)                                       | Dino Dini                                | Anco Software                 | لعبة فيديو رياضية                          | أتاري إس تي                                                 |        |
| 1990 ‏ (8th)                  | ميجا مان (لعبة فيديو) (الجيل الثالث من أنظمة ألعاب الفيديو)          | كابكوم                                   | نينتندو                       | لعبة منصات                                 | نينتندو إنترتينمنت سيستم                                    | [ 4 ]  |
| 1990 ‏ (8th)                  | John Madden American Football ‏ (الجيل الرابع من أنظمة ألعاب الفيديو) | Park Place Productions                   | إلكترونيك آرتس                | لعبة فيديو رياضية (American football ‏)     | ميجا درايف                                                  | [ 4 ]  |
| 1991 ‏ (9th)                  | القنفذ سونيك (لعبة فيديو 1991)                                       | سونيك تيم                                | سيجا                          | لعبة منصات                                 | ميجا درايف                                                  | [ 5 ]  |
| 1992 ‏ (10th)                 | ستريت فايتر 2                                                        | كابكوم                                   | كابكوم                        | لعبة قتال                                  | سوبر نينتندو إنترتينمنت سيستم                               | [ 6 ]  |
| 1994 ‏ (12th)                 | سوبر ماريو أول-ستارز (مشغل ألعاب فيديو منزلي)                        | نينتندو إنترتينمنت أنالسيس أند دفيلوبمنت | نينتندو                       | لعبة منصات                                 | سوبر نينتندو إنترتينمنت سيستم                               | [ 7 ]  |
| 1994 ‏ (12th)                 | ذا ليجند أوف زيلدا: لينكس آوايكنينغ (مشغل ألعاب فيديو محمول)         | نينتندو إنترتينمنت أنالسيس أند دفيلوبمنت | نينتندو                       | لعبة منصات                                 | غيم بوي                                                     | [ 7 ]  |
| 1996 / 1997 ‏ (14th)          | سوبر ماريو 64                                                        | نينتندو إنترتينمنت أنالسيس أند دفيلوبمنت | نينتندو                       | لعبة منصات                                 | نينتندو 64                                                  |        |
| 2002 ‏ (20th)                 | جراند ثفت أوتو 3                                                     | روكستار نورث                             | روكستار جيمز                  | لعبة أكشن-مغامرات تصويب منظور الشخص الثالث | بلاي ستيشن 2 مايكروسوفت ويندوز إكس بوكس (جهاز)              |        |
| 2003 (21st)                  | جراند ثفت أوتو: فايس سيتي                                            | روكستار نورث                             | روكستار جيمز                  | لعبة أكشن-مغامرات تصويب منظور الشخص الثالث | بلاي ستيشن 2 مايكروسوفت ويندوز إكس بوكس (جهاز)              |        |
| 2004 ‏ (22nd)                 | دوم 3                                                                | إد سوفتوير                               | أكتيفجن                       | تصويب منظور الشخص الأول                    | مايكروسوفت ويندوز                                           |        |
| 2005 (23rd)                  | جراند ثفت أوتو: سان أندرياس                                          | روكستار نورث                             | روكستار جيمز                  | لعبة أكشن-مغامرات تصويب منظور الشخص الثالث | بلاي ستيشن 2 مايكروسوفت ويندوز إكس بوكس (جهاز)              |        |
| 2006 (24th)                  | ذا إيلدر سكرولز 4: النسيان                                           | بيثيسدا غيم ستوديوز                      | بيثيسدا سوفت ووركس تو كي جيمز | لعبة أكشن تقمص الأدوار                     | مايكروسوفت ويندوز إكس بوكس 360 بلاي ستيشن 3                 | [ 8 ]  |
| 2007 ‏ (25th)                 | غيرز أوف وور                                                         | إيبك غيمز                                | إكس بوكس غيم ستوديوز          | تصويب منظور الشخص الثالث                   | مايكروسوفت ويندوز إكس بوكس 360                              | [ 9 ]  |
| 2008 (26th)                  | كول أوف ديوتي 4: مودرن وورفير                                        | إنفنتي وورد                              | أكتيفجن                       | تصويب منظور الشخص الأول                    | مايكروسوفت ويندوز إكس بوكس 360 بلاي ستيشن 3                 | [ 10 ] |
| 2009 ‏ (27th)                 | فول أوت 3                                                            | بيثيسدا غيم ستوديوز                      | بيثيسدا سوفت ووركس            | لعبة أكشن تقمص الأدوار                     | مايكروسوفت ويندوز إكس بوكس 360 بلاي ستيشن 3                 | [ 11 ] |
| 2010 ‏ (28th)                 | ماس إفكت 2                                                           | بايوير                                   | إلكترونيك آرتس                | لعبة أكشن تقمص الأدوار                     | مايكروسوفت ويندوز إكس بوكس 360 بلاي ستيشن 3                 | [ 12 ] |
| 2011 ‏ (29th)                 | بورتال 2                                                             | فالف                                     | فالف إلكترونيك آرتس           | لعبة منصات                                 | مايكروسوفت ويندوز ماك أو إس لينكس إكس بوكس 360 بلاي ستيشن 3 | [ 13 ] |
| 2012 ‏ (30th)                 | ذا إيلدر سكرولز 5: سكايرم                                            | بيثيسدا غيم ستوديوز                      | بيثيسدا سوفت ووركس            | لعبة أكشن تقمص الأدوار                     | مايكروسوفت ويندوز إكس بوكس 360 بلاي ستيشن 3                 | [ 14 ] |
| ألعاب الفيديو في 2013 (31st) | جراند ثفت أوتو 5                                                     | روكستار نورث                             | روكستار جيمز                  | لعبة أكشن-مغامرات                          | بلاي ستيشن 3 مايكروسوفت ويندوز إكس بوكس 360                 | [ 15 ] |
| 2014 (32nd)                  | دارك سولز 2                                                          | فروم سوفتوير                             | بانداي نامكو إنترتينمنت       | لعبة أكشن تقمص الأدوار                     | مايكروسوفت ويندوز بلاي ستيشن 3 إكس بوكس 360                 | [ 16 ] |
| 2015 ‏ (33rd)                 | ذا ويتشر 3: وايلد هانت                                               | سي دي بروجكت                             | سي دي بروجكت                  | لعبة أكشن-مغامرات                          | بلاي ستيشن 4 مايكروسوفت ويندوز إكس بوكس ون                  | [ 17 ] |
| 2016 ‏ (34th)                 | دارك سولز 3                                                          | فروم سوفتوير                             | بانداي نامكو إنترتينمنت       | لعبة أكشن تقمص الأدوار                     | مايكروسوفت ويندوز بلاي ستيشن 4 إكس بوكس ون                  | [ 18 ] |
| ألعاب الفيديو في 2017 (35th) | ذا ليجند أوف زيلدا: بريث أوف ذا وايلد                                | نينتندو إنترتينمنت بلانينغ أند دفيلوبمنت | نينتندو                       | لعبة أكشن-مغامرات                          | نينتندو سويتش وي يو                                         | [ 19 ] |
| ألعاب الفيديو في 2018 (36th) | فورتنايت باتل رويال                                                  | إيبك غيمز                                | إيبك غيمز                     | لعبة باتل رويال                            | Various                                                     | [ 20 ] |
| ألعاب الفيديو في 2019 (37th) | ريزدنت إيفل 2 (2019)                                                 | كابكوم                                   | كابكوم                        | رعب البقاء                                 | مايكروسوفت ويندوز بلاي ستيشن 4 إكس بوكس ون                  | [ 21 ] |
| ألعاب الفيديو في 2020 (38th) | ذا لاست أوف أس: الجزء الثاني                                         | نوتي دوغ                                 | سوني إنتراكتيف إنترتينمنت     | لعبة أكشن-مغامرات                          | بلاي ستيشن 4                                                | [ 22 ] |
| 2021 (39th)                  | ريزدنت إيفل فيلدج                                                    | كابكوم                                   | كابكوم                        | رعب البقاء                                 | مايكروسوفت ويندوز بلاي ستيشن 5 إكس بوكس سيريس إكس وسيريس إس | [ 23 ] |